# Turanglaster
Turanglaster is een geslacht van uitgestorven zee-egels uit de familie Micrasteridae.

## Soorten
- Turanglaster nazkii Solovjev & Melikov, 1963 †